# Jochen Steinmayr
Jochen Steinmayr (* 1. Dezember 1926 in Dingolfing; † 6. November 2006) war ein deutscher Journalist.

## Leben
Steinmayr besuchte in der Zeit des Nationalsozialismus die Reichsschule der NSDAP Feldafing (RSF).
Er begann zunächst ein Studium der Medizin, welches er abbrach. Als Redakteur ging er zur Süddeutschen Zeitung nach München. Von 1956 bis 1961 war er Auslandskorrespondent in Warschau und Moskau. Er wurde sodann Chefredakteur der Münchner Illustrierten innerhalb des Süddeutschen Verlages. 1963 übernahm er die stellvertretende Chefredaktion beim Wochenmagazin Stern in Hamburg. Wenig später wurde er Chefredakteur bei der illustrierten Zeitschrift Revue der Bauer Verlagsgruppe.
Im Jahr 1971 holte ihn der Verleger Gerd Bucerius in gleiche Position zu Gruner + Jahr, um das neugegründete Zeitmagazin aufzubauen. Kritik an der Gründung übte seinerzeit die Chefredakteurin und nachmalige Herausgeberin der Zeit, Marion Gräfin Dönhoff, die die Reputation der bildungsbürgerlich ausgerichteten Wochenzeitung in Gefahr sah. Ende der 1970er Jahre wurde Steinmayr Chefredakteur dieses ‚bunten‘ Magazins. Es galt unter seiner Leitung als „Cashcow“ des Verlagshauses und als Vorbild für andere Verlage. Während dieser Zeit stand er auch im engen Kontakt mit dem österreichischen Bundeskanzler Bruno Kreisky, den er zweimal auf Wahlkämpfen begleitete. 1986 interviewten er und der damalige Zeit-Chef Theo Sommer den libyschen Revolutionsführer Muammar al-Gaddafi. Ab 1989 war er noch als Feuilletonist für die Die Zeit tätig.
Steinmayr war Mitglied der römisch-katholischen Kirche und ein Cousin des SPD-Politikers Hans-Jochen Vogel. Steinmayr war für die DDR von Interesse, weil er den persönlichen Referenten des Bundeskanzlers kannte und wurde deshalb von dem Geheimdiplomaten der DDR, Hermann von Berg, „betreut“.